# スプリウス・ポストゥミウス・アルビヌス (紀元前110年の執政官)
スプリウス・ポストゥミウス・アルビヌス（ラテン語: Spurius Postumius Albinus、生没年不明）は、紀元前2世紀後期の共和政ローマの政治家・軍人。紀元前110年に執政官（コンスル）を務めた。

## 出自
アルビヌスはパトリキであるポストゥミウス氏族の出身である。この氏族は共和政ローマ建国5年目の紀元前505年にはプブリウス・ポストゥミウス・トゥベルトゥスが執政官に就任するなど、古くから高官を出していた。しかし、カピトリヌスのファスティのアルビヌスの父および祖父の名前の部分が欠落しており、氏族の他の人物との関係は不明である。

## 経歴
現存する資料にアルビヌスが最初に登場するのは紀元前110年に執政官に就任したときである。ウィッリウス法の要求事項から逆算すると、アルビヌスは遅くとも紀元前113年にはプラエトル（法務官）を務めたはずである。
執政官の同僚は、プレブス（平民）のマルクス・ミヌキウス・ルフスであった、前年からヌミディア王ユグルタとの間に戦争が始まっており（ユグルタ戦争）、ルキウス・カルプルニウス・ベスティアが講和条約を締結したものの、元老院はこの批准を拒否し、戦争が再開された。くじ引きの結果、アルビヌスがヌミディアとの戦争を担当することとなった。ルフスもヌミディア行きを切望しており、ローマにいたユグルタの従兄弟のマッシヴァを説得して元老院に働きかけたことが知られているが、結局くじ引き通りにルフスはマケドニア属州の担当となった。
紀元前110年のはじめ、アルビヌスはアフリカ属州に渡り、そこに滞在していた軍を率いた。当初、次の選挙がある11月までにユグルタに決戦を強要し、そこで勝利して講和条約を結ぼうとアルビヌスは計画していた。しかし、ユグルタは戦闘を避け、アルビヌスの計画は実現できなかった。サッルスティウスによると、その頃ローマではアルビヌスがユグルタから賄賂を受け取ったとの噂が流れ始めていた。11月になって、アルビヌスは選挙を監督するためにローマに戻った。彼は軍を弟のアウルスに委ねていたが、これが災難となった。アウルスは許可なくヌミディアの王室財産が保管されているススル（Suthul、現在のグエルマ）を攻撃したのだ。アウルスは逆に兵力に勝るヌミディア軍に包囲され、10日以内に撤退するとの条約を結ばされた。
しかし元老院はこの条約を認めなかった。アルビヌスは「弟の罪が自分への憎しみと変わり、起訴されることを恐れて」、増援軍の編成を始めた。しかし護民官は新たな軍をアフリカに送ることを禁じたため、アルビヌスは僅かな人数でアフリカに戻らざるを得なくなった。アルビヌスは家族の恥をすすぐために直ちにユグルタを攻撃するつもりだったが、現地に残っていた軍の士気は、先の敗北のため非常に低下していた。結局、アルビヌスは何の軍事行動も起こすことができなかった。紀元前109年の夏、執政官クィントゥス・カエキリウス・メテッルス（後のヌミディクス）が到着すると、指揮権を譲った。
一方ローマでは、護民官ガイウス・マミリウス・リメタヌスにより、ヌミディア問題に関与した人物の調査が開始された。アルビヌスにはルキウス・カルプルニウス・ベスティア、ルキウス・オピミウスと共に、追放刑が宣告された。
アルビヌスのその後に関する記録はない。

## 評価
キケロは、アルビヌスが有罪判決を受けたマミリウスの裁判を「非道なもの」と呼び、判決を下した裁判官の偏見を非難している。サッルスティウスは、ユグルタ戦争におけるアルビヌスを含むローマの支配階級の悪辣さを書いているが、現代の歴史学者は誇張が過ぎると考えている。

## 参考資料

### 古代の資料
- ガイウス・サッルスティウス・クリスプス『ユグルタ戦記』
- マルクス・トゥッリウス・キケロ『ブルトゥス』

### 研究書
- Korolenkov A., Smykov E. Sulla. - M .: Molodaya gvardiya, 2007 .-- 430 p. - ISBN 978-5-235-02967-5 .
- Broughton R. Magistrates of the Roman Republic. - New York, 1951. - Vol. I. - P. 600.
- Münzer F. Postumius // Paulys Realencyclopädie der classischen Altertumswissenschaft . - 1953. - Bd. XXII, 1. - Kol. 891-893.
- Münzer F. Postumius 45 // Paulys Realencyclopädie der classischen Altertumswissenschaft . - 1953. - Bd. XXII, 1. - Kol. 924-925.